# Ma'agalim
Ma'agalim (hebrejsky מַעְגָלִים, v oficiálním přepisu do angličtiny Ma'galim) je vesnice typu společná osada (jišuv kehilati) v Izraeli, v Jižním distriktu, v Oblastní radě Sdot Negev.

## Geografie
Leží v nadmořské výšce 129 metrů na severozápadním okraji pouště Negev; v oblasti která byla od 2. poloviny 20. století intenzivně zúrodňována a zavlažována a ztratila téměř charakter pouštní krajiny. Jde o zemědělsky obdělávaný pás nedaleko od pásma Gazy, navazující na pobřežní nížinu.
Obec se nachází 22 kilometrů od břehu Středozemního moře, cca 76 kilometrů jihojihozápadně od centra Tel Avivu, cca 73 kilometrů jihozápadně od historického jádra Jeruzalému a 3 kilometry jižně od města Netivot. Ma'agalim obývají Židé, přičemž osídlení v tomto regionu je etnicky převážně židovské.
Ma'agalim je na dopravní síť napojen pomocí lokální silnice 2444. Východně od vesnice prochází dálnice číslo 25.

## Dějiny
Ma'agalim byl založen v roce 1958. Jde o součást jednotně řešeného bloku těsně na sebe navazujících zemědělských vesnic zvaného Šaršeraot. Tvoří jej obce Giv'olim, Ma'agalim, Mlilot, Šaršeret a Šibolim. Název obce je odvozen od biblického citátu z Knihy žalmů 65,11: „Korunuješ rok dobrotivostí svou, a šlepěje tvé kropí tučností“
Zakladateli vesnice byla skupina Izraelců z okolních vesnic, napojených na náboženskou sionistickou organizaci ha-Po'el ha-Mizrachi. Nová obec vznikla okolo komplexu již dříve založené místní regionální školy. Nejprve šlo o populačně nevýznamnou obec. V roce 1987 získala status společné osady (jišuv kehilati). V 90. letech 20. století zde pak proběhla rozsáhlá bytová výstavba, zejména pro mladou generaci usedlíků z okolních zemědělských vesnic. Vznikly zde nové rezidenční čtvrti ha-Giva, ha-Parpar a Malben.
Většina obyvatel za prací dojíždí mimo obec. Funguje tu zdravotní středisko, sportovní areály, obchod se smíšeným zbožím, synagoga a mikve.

## Demografie
Obyvatelstvo osady je nábožensky orientované. Podle údajů z roku 2014 tvořili naprostou většinu obyvatel v Ma'agalim Židé (včetně statistické kategorie "ostatní", která zahrnuje nearabské obyvatele židovského původu ale bez formální příslušnosti k židovskému náboženství).
Jde o menší obec vesnického typu s populací, která po prudkém nárůstu v 90. letech 20. století začala po roce 2003 stagnovat. K 31. prosinci 2014 zde žilo 1960 lidí. Během roku 2014 populace klesla o 0,7 %.
| Rok            | 1961 | 1972 | 1983 | 1995 | 2001 | 2003 | 2004 | 2005 | 2006 | 2007 | 2008 | 2009 | 2010 | 2011 | 2012 | 2013 | 2014 |
| -------------- | ---- | ---- | ---- | ---- | ---- | ---- | ---- | ---- | ---- | ---- | ---- | ---- | ---- | ---- | ---- | ---- | ---- |
| Počet obyvatel | 27   | 83   | 124  | 776  | 1190 | 1374 | 1395 | 1403 | 1423 | 1398 | 1398 | 1908 | 2068 | 2057 | 1978 | 1974 | 1960 |